# Lina Kuduzović

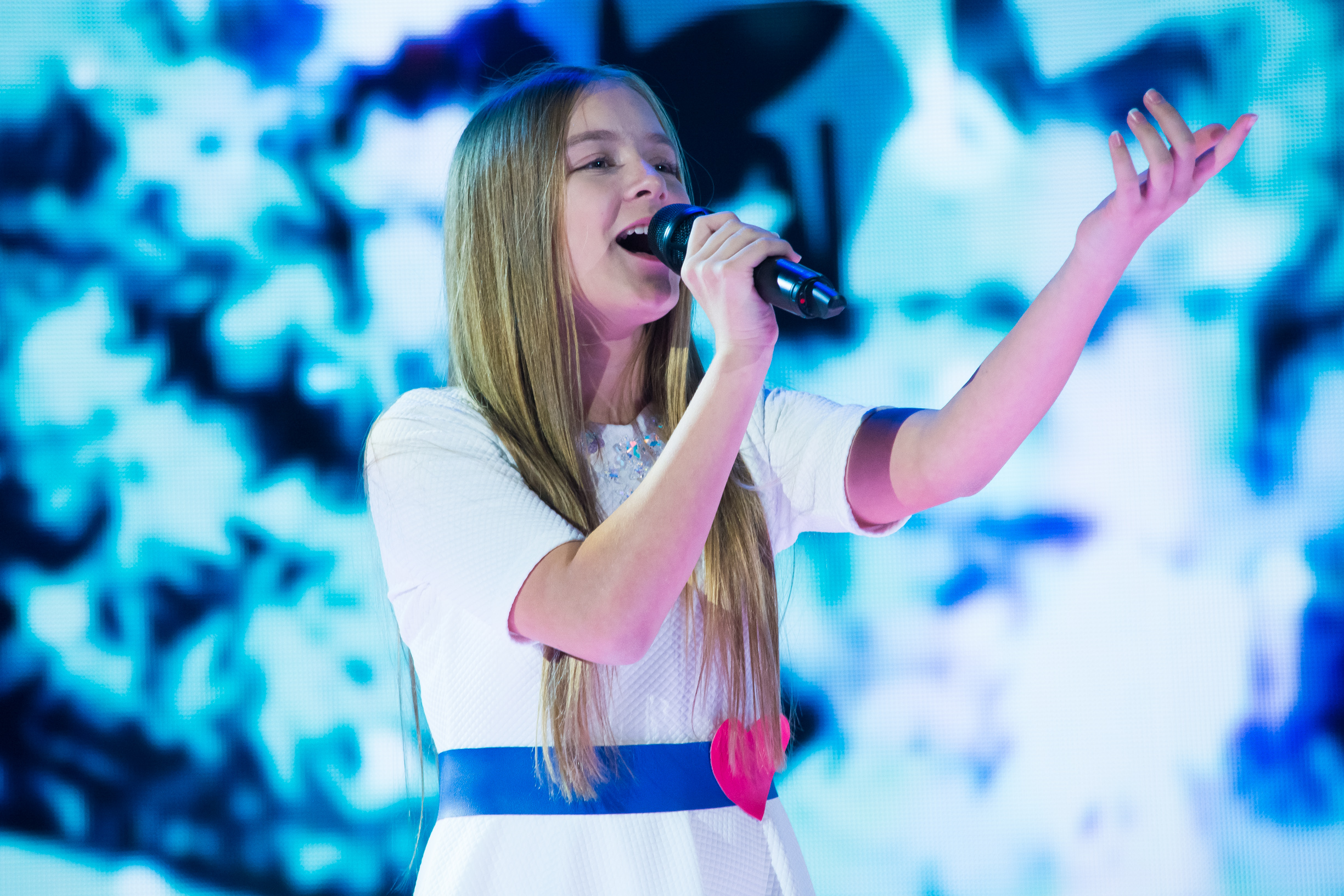
Lina Kuduzović bei den Proben zum Junior Eurovision Song Contest 2015

Lina Kuduzović (* 30. Dezember 2002 in Ljubljana) ist eine slowenische Sängerin und die jüngste Gewinnerin einer Got Talent Show. 2010 gewann sie mit nur 7 Jahren die erste Staffel von Slovenija ima talent. 2015 nahm sie an Die grössten Schweizer Talente teil und erreichte das Finale. Wenig später vertrat Kuduzović Slowenien beim Junior Eurovision Song Contest mit ihrem Song Prva ljubezen („Erste Liebe“). Sie beendete den Wettbewerb mit 112 Punkten auf dem 3. Platz. 2017 sprach sie für die deutsche Version von The Voice Kids vor und erreichte das Finale. Derzeit lebt sie mit ihrer Familie in der Schweiz. Ihre erste Single Ephemeral wurde 2018 veröffentlicht. Sie nahm an Evrovizijska Melodija 2020, der nationalen slowenischen Vorausscheidung für den Eurovision Song Contest 2020, mit dem Song Man Like U teil und wurde Zweite.

## Diskographie
- Lina (2012)

## Erfolge
- Gewinnerin des Talents von Slovenija ima talent 2010
- Vertreterin Sloweniens beim Junior Eurovision Song Contest 2015